# Conjunt Històric de Melilla
El Conjunt Històric de Melilla és un bé d'interès cultural d'Espanya, inscrit en el teixit urbà de la ciutat de Melilla.

## Història
L'11 d'agost de 1953, la zona antiga de la ciutat de Melilla, un enclavament espanyol en la costa nord-africana, va ser declarada conjunt històric artístic mitjançant un decret publicat el 9 de setembre d'aquest mateix any, en el Boletín Oficial del Estado, amb la rúbrica del dictador Francisco Franco i de Joaquín Ruiz-Giménez, en aquells dies ministre d'Educació Nacional.
La Direcció Provincial del Ministeri de Cultura al desembre de 1978 va adjudicar l'elaboració d'un inventari arquitectònic lliurat al gener de 1980 i la Comissió de Patrimoni de Melilla, creada el 9 de juliol de 1979, amb gestions l'11 de febrer de 1980, va fer que el 26 del mateix febrer el Ministeri de Cultura sol·licités a la Delegació de Govern edificis a ser nomenats BIC, relació facilitada l'11 de març amb 25 edificis i el 6 d'octubre es van tramitar ho expedientis de 10 d'ells.
En 1986 es va aprovar l'ampliació del conjunt històric de la ciutat, comptant en aquells dies amb l'estatus de Bé d'Interès Cultural. En l'àrea protegida s'inclouen Melilla La Vella, l'Eixample Modernista i algunes zones del barri Industrial i del Real.